# Jorge de Alvarado
Jorge de Alvarado y Contreras (Badajoz, ... – forse Madrid, 1540 o 1541 o 1553) fu un conquistador spagnolo, fratello del più famoso Pedro de Alvarado.

## Biografia
Jorge de Alvarado era originario di Badajoz, figlio di Diego Gómez de Alvarado y Mexía de Sandoval, un comandante di Lobón, Puebla, Montijo e Cubillana, Alcalde di Montánchez, Trece dell'Ordine di Santiago, Lord di Castellanos, Maestresala di Enrico IV di Castiglia e generale della frontiera portoghese, vedovo di Teresa Suárez de Moscoso y Figueroa, sposato in seconde nozze con Leonor de Contreras y Gutiérrez de Trejo.
Alvarado andò ad Hispaniola nel 1510 con i fratelli maggiori Pedro e Gonzalo, i minori Gómez, Hernando e Juan, e con lo zio Diego de Alvarado y Mexía de Sandoval.
Jorge si unì alla figlia di Xicotencatl, tlatoani di Tizatlan a Tlaxcala, come anche Pedro, probabilmente per avere il supporto delle truppe di Tlaxcalan. La moglie fu 
She was battezzata col nome spagnolo di doña Lucía. Ebbero una figlia che sposò il conquistador Francisco Xiron Manuel.
Fu uno dei conquistadores di Messico e Guatemala assieme al fratello, e tenente-governatore del Guatemala sotto di lui. Nel 1527 fondò la città di Santiago de los Caballeros e San Salvador nel 1528.
Come il fratello si sposò due volte, la prima volta con Francisca Girón e la seconda nel 1526 con Luisa de Estrada, sicura parente della moglie di Francisco Vázquez de Coronado, da cui ebbe un figlio, Jorge de Alvarado y Estrada, nato in Messico che sposò Catalina de Villafañe y Carvajal, messicana, figlia di Ángel de Villafañe e di Inés de Carvajal. Il loro figlio, Jorge de Alvarado y Villafañe, fu governatore e capitano-generale dell'Honduras e cavaliere di Santiago dal 1587. Anche lui si sposò due volte, con Brianda de Quiñones e con Juana de Benavides, vecina del Guatemala.